# Combat de Mormugão
Opération Vijay
Le combat de Mormugão ou Marmagao est une bataille navale livrée le 18 décembre 1961 lors de la conquête militaire par l'Inde du territoire portugais de Goa.

## L'opération Vijay
Colonie portugaise depuis le XVIe siècle, le territoire de Goa est revendiqué par l'Inde indépendante dès 1947. À la différence de la France qui accepte la rétrocession pacifique de ses comptoirs indiens, le Portugal repousse toutes les demandes indiennes. Considérant que la voie diplomatique conduit à une impasse, les dirigeants indiens décident la reconquête manu militari des territoires contestés. L'armée indienne lance en conséquence le 17 décembre 1961, dans le cadre de l'opération Vijay, une puissante offensive terrestre, aérienne et navale contre les garnisons portugaises.

## Le combat

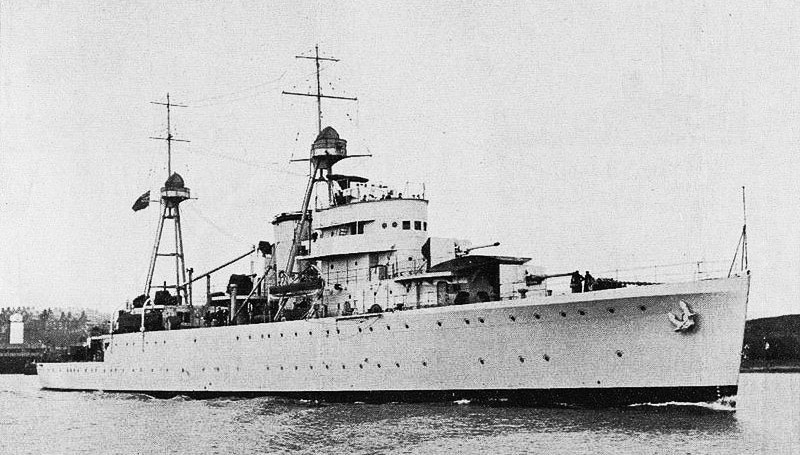
L'aviso NRP Afonso de Albuquerque en 1935.

Le Portugal n'a pas imaginé que l'Inde tenterait de reprendre par la force le territoire de Goa. Il n'a donc sur place que quelques unités peu armées, suffisantes pour assurer le maintien de l'ordre de la colonie mais totalement inadéquates pour s'opposer à l'offensive qui s'annonce. Sur le plan maritime, l'escadre portugaise se compose en tout et pour tout de quatre navires obsolètes: l’Alfonso de Albuquerque, un antique aviso entré en service en 1935 et trois vedettes de l'administration des douanes.
Dans la matinée du 18 décembre, l'aviso qui mouille dans le port de Mormugão est attaqué par trois frégates indiennes : l'INS Betwa, l'INS Beas (toutes deux appartenant à la classe Léopard) et l'INS Cauvery. Nonobstant la disparité écrasante des forces en présence, Antonio da Cunha Aragão, le commandant de l'aviso, refuse d'amener son pavillon et ouvre le feu sur les bâtiments adverses. Le combat est cependant trop inégal et touché à plusieurs reprises, l'aviso est sabordé par son équipage, avant d'être abandonné. Le commandant Aragão est grièvement blessé et l'un des matelots portugais est tué. Les frégates indiennes sortent totalement indemnes de l'engagement. Elles ont également tiré sur les installations portuaires de Mormugão blessant plusieurs militaires portugais lors de ce bombardement.

## Conséquence
Inutile et sans espoir, le combat de Mormugão n'a été livré par Cunha Aragão que pour l'honneur du Portugal et de sa marine. Un affrontement similaire a lieu le même jour devant Diu et lors duquel la vedette portugaise Vega, armée d'une seule pièce de 20 mm est coulée par l'aviation indienne après une résistance acharnée. Les combats terrestres ne sont pas plus heureux pour les troupes lusitaniennes, submergées par l'offensive indienne qui atteint tous les buts qu'elle s'était fixée.

## Sources
- (en) James L. George, History of warships : from ancient times to the twenty-first century, Annapolis, MD, Naval Institute Press, 1998, 353 p. (ISBN 978-1-557-50312-1)